# Museu de Arte Contemporânea de Serralves
Museu de Arte Contemporânea de Serralves, także: Museum Serralves – muzeum sztuki współczesnej w portugalskim mieście Porto. Jest częścią fundacji artystycznej Fundação de Serralves i jest własnością publiczną. Znajduje się w Porto.

## Muzeum
Muzeum mieści się w parku de Serralves o powierzchni 18,43 hektara, zaprojektowanym w 1932 roku przez francuskiego architekta krajobrazu Jacques’a Grébera na terenie gospodarstwa rolnego. Ogrody Serralves są uważane za jeden z pierwszych przykładów artystycznego projektowania ogrodów w Portugalii w pierwszej połowie XX wieku.
Budynek muzeum został zaprojektowany według planów architekta Álvaro Sizy Vieiry, wykładowcy na Uniwersytecie w Porto. Fundacja sztuki zdefiniowała koncepcję muzeum i jego włączenia w krajobraz parkowy w 1989 roku. Budowę rozpoczęto w 1996 r., a otwarcie muzeum odbyło się 6 czerwca 1999 r. wystawą Około 1968 r.
Muzeum jest najważniejszym muzeum sztuki współczesnej w Portugalii i wykorzystuje całą swoją przestrzeń wystawienniczą na wystawy specjalne; własna kolekcja jest również prezentowana jedynie w ramach wystaw tematycznych. Oprócz sztuk wizualnych koncepcja obejmuje także inne dyscypliny, takie jak muzyka, film, performance, taniec i architektura. Istotny nacisk położony jest także na edukację artystyczną, promowaną poprzez liczne wydarzenia publiczne i publikacje.
W skład muzeum wchodzi Casa de Serralves, park i willa zbudowana w latach 1925–1944 przez portugalskiego architekta José Marquesa da Silva. Budynek uważany jest za wybitny przykład architektury współczesnej, modernizmu oraz architektury Art déco. w Portugalii. Willa pierwotnie służyła jako prywatna rezydencja, ale dziś jest siedzibą fundacji artystycznej Fundação de Serralves. Wykorzystywany jest także do wystaw specjalnych.
Muzeum jest obecnie drugim pod względem liczby odwiedzających w Portugalii (prawie 1 milion odwiedzających rocznie).

## Fundacja
Fundacja Serralves (Fundação de Serralves lub Parque de Serralves) to artystyczna fundacja dobroczynna, której głównym celem jest „podnoszenie świadomości społecznej na temat sztuki współczesnej i środowiska”.
Fundacja Serralves to muzeum, zaprojektowane przez architekta, Álvaro Sizę Vieirę, który zdobył Nagrodę Architektury Pritzkera w 1992 roku. Park zdobył „Nagrodę Henry Forda za Ochronę Środowiska” w 1997 roku.
Budynki Serralves – Casa de Serralves, park, Muzeum Sztuki Współczesnej, audytorium i biblioteka – zostały wspólnie sklasyfikowane przez państwo portugalskie jako „budynek o znaczeniu publicznym” w 1999 roku oraz jako „Pomnik Narodowy” w 2012 roku.
Serralves rozwija swoje działania wokół 5 strategicznych osi: twórczość artystyczna, kształcenie i mediacja, ochrona i zarządzanie środowiskiem, komunikacja i rozwój publiczny oraz zarządzanie i zrównoważony rozwój.

## Kolekcja
W zbiorach muzeum znajdują się między innymi dzieła następujących artystów:

- Helena Almeida
- Richard Artschwager
- Georg Baselitz
- John Baldessari
- Eduardo Batarda
- Lothar Baumgarten
- René Bértholo
- Christian Boltanski
- Marcel Broodthaers
- Fernando Calhau
- Alberto Carneiro
- Manuel Casimiro
- Lourdes Castro
- Hans-Peter Feldmann
- Hamish Fulton
- Dan Graham
- Ana Hatherly
- Jörg Immendorff
- Neil Jenney
- Jannis Kounellis
- Álvaro Lapa
- Gordon Matta-Clark
- Mario Merz
- Cildo Meireles
- Ree Morton
- Antoni Muntadas
- Bruce Nauman
- Maria Nordman
- Dennis Oppenheim
- Blinky Palermo
- António Palolo
- Adrian Piper
- Sigmar Polke
- Gerhard Richter
- Ed Ruscha
- Reiner Ruthenbeck
- Julião Sarmento
- Richard Serra
- Robert Smithson
- Ângelo de Sousa
- Richard Tuttle
- Lawrence Weiner
- Gilberto Zorio

## Dzieł sztuki w parku
W otaczających muzeum ogrodach Serralves prezentowane są dzieła sztuki różnych współczesnych artystów.

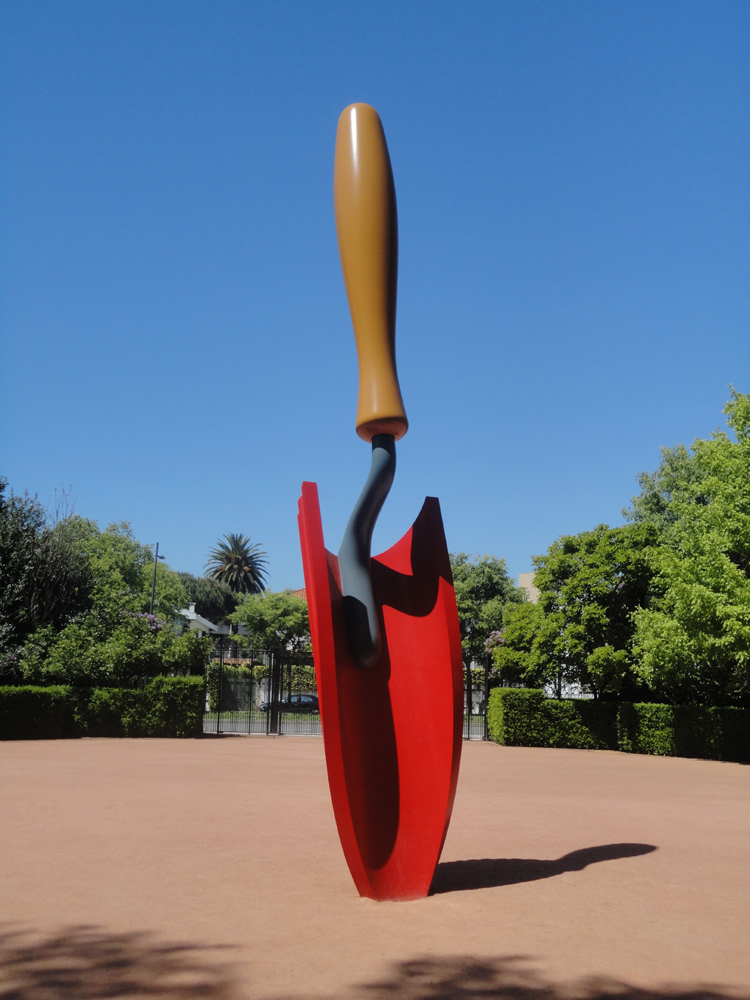
Claes Oldenburg, Plantoir
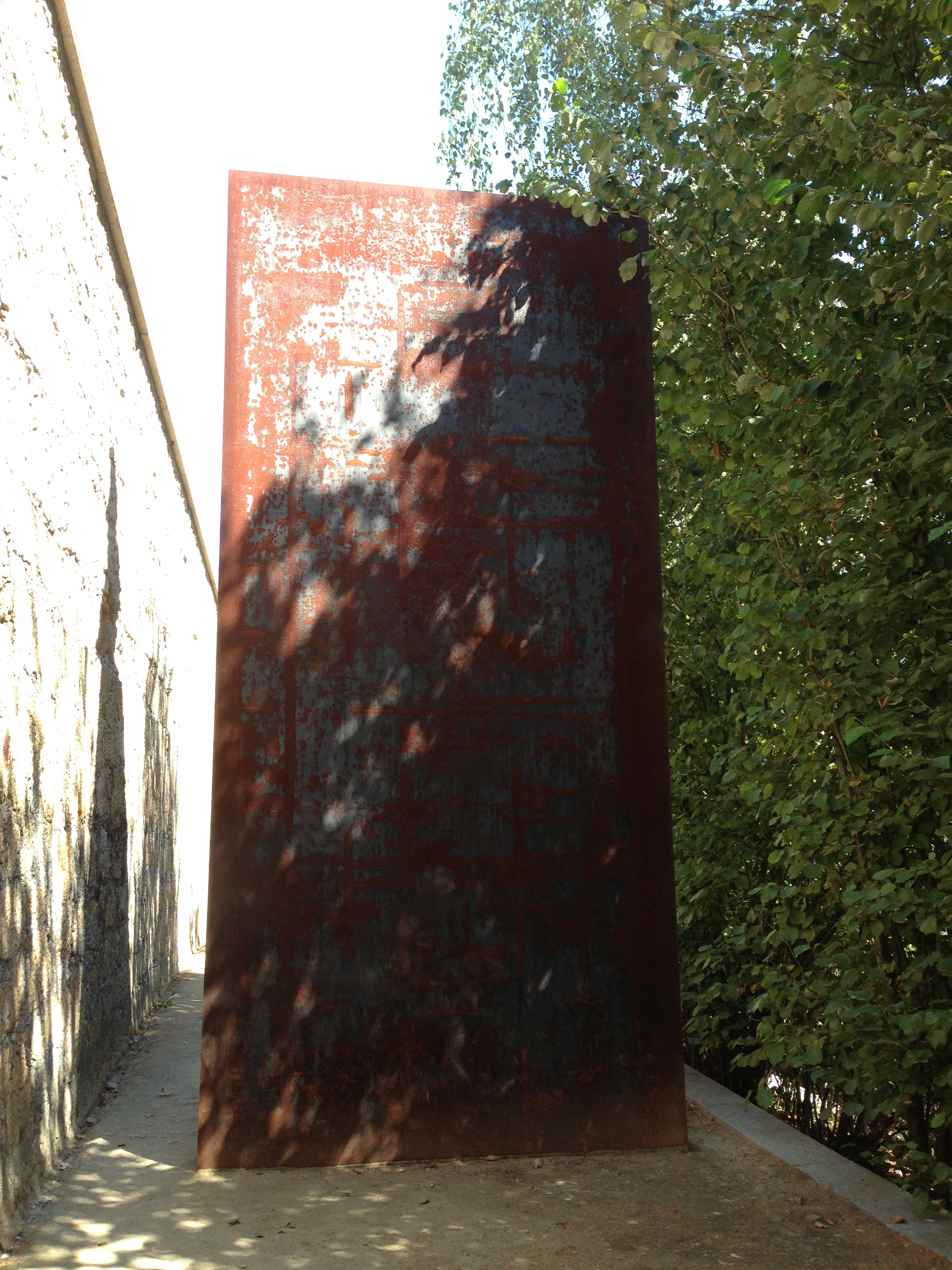
Richard Serra, Chodzenie jest mierzeniem
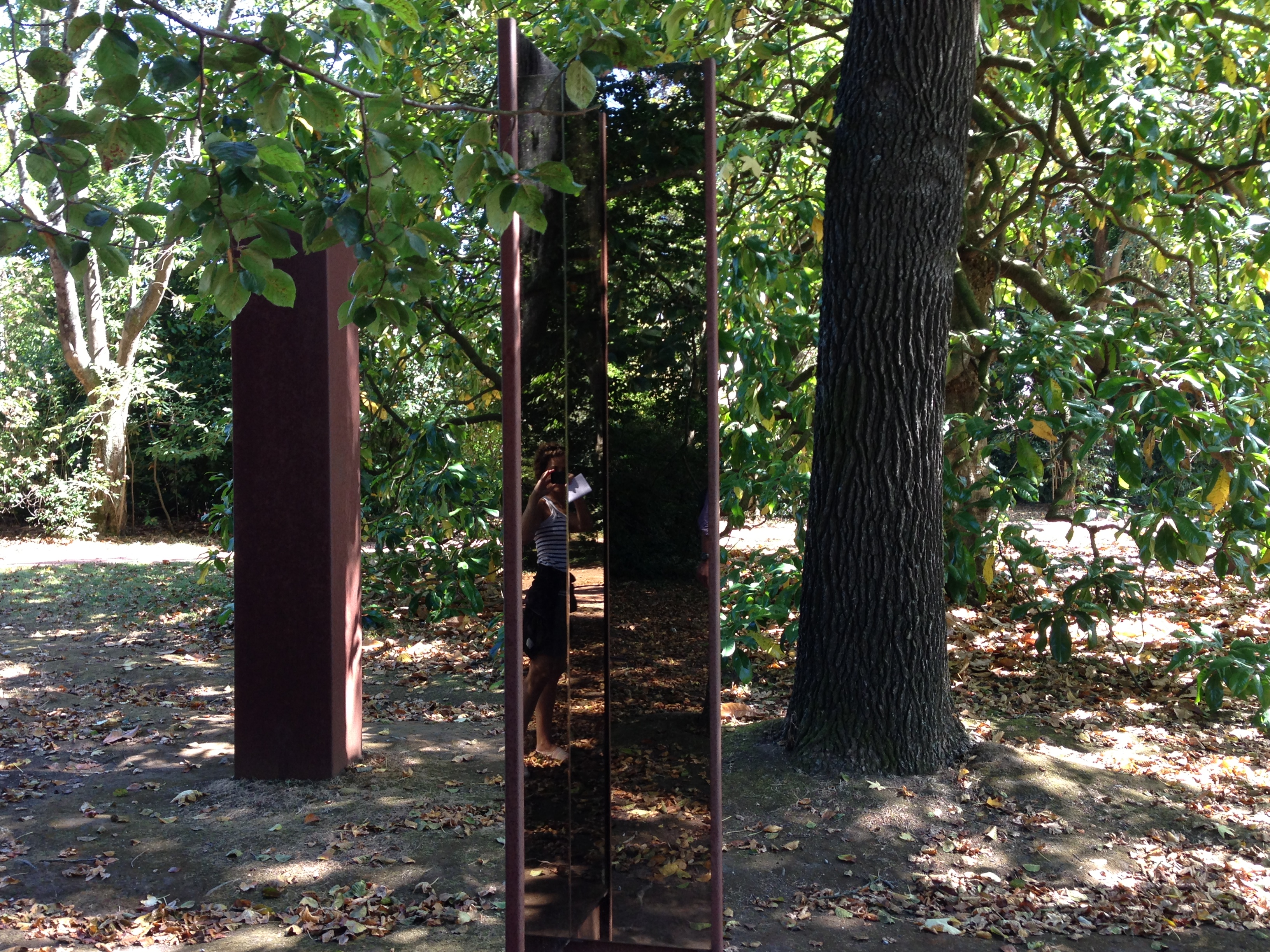
Ângelo de Sousa, W ogrodzie Catoptrico
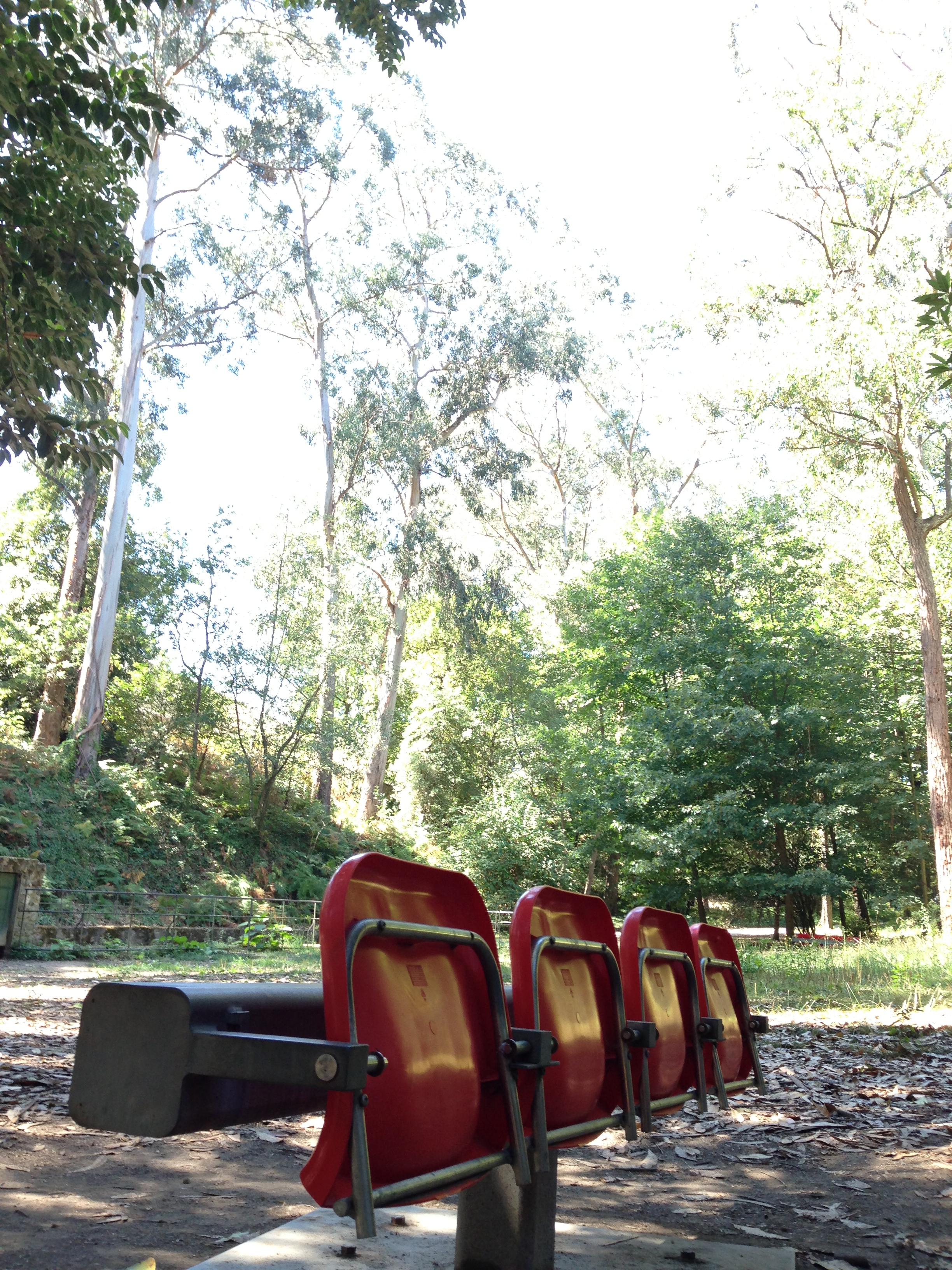
Veit Stratmann, Pour le Parc
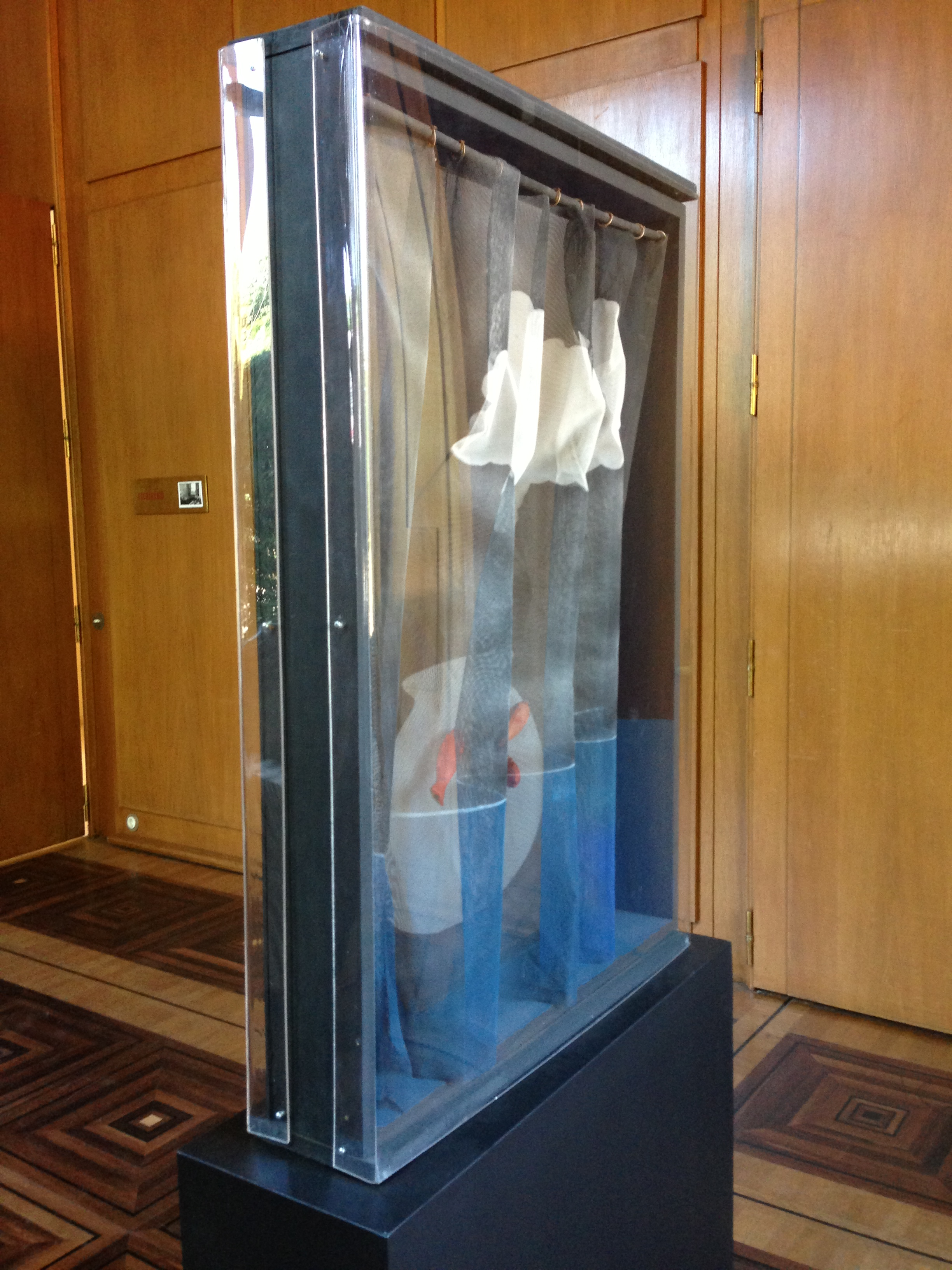
Ana Vieira, Wodnik
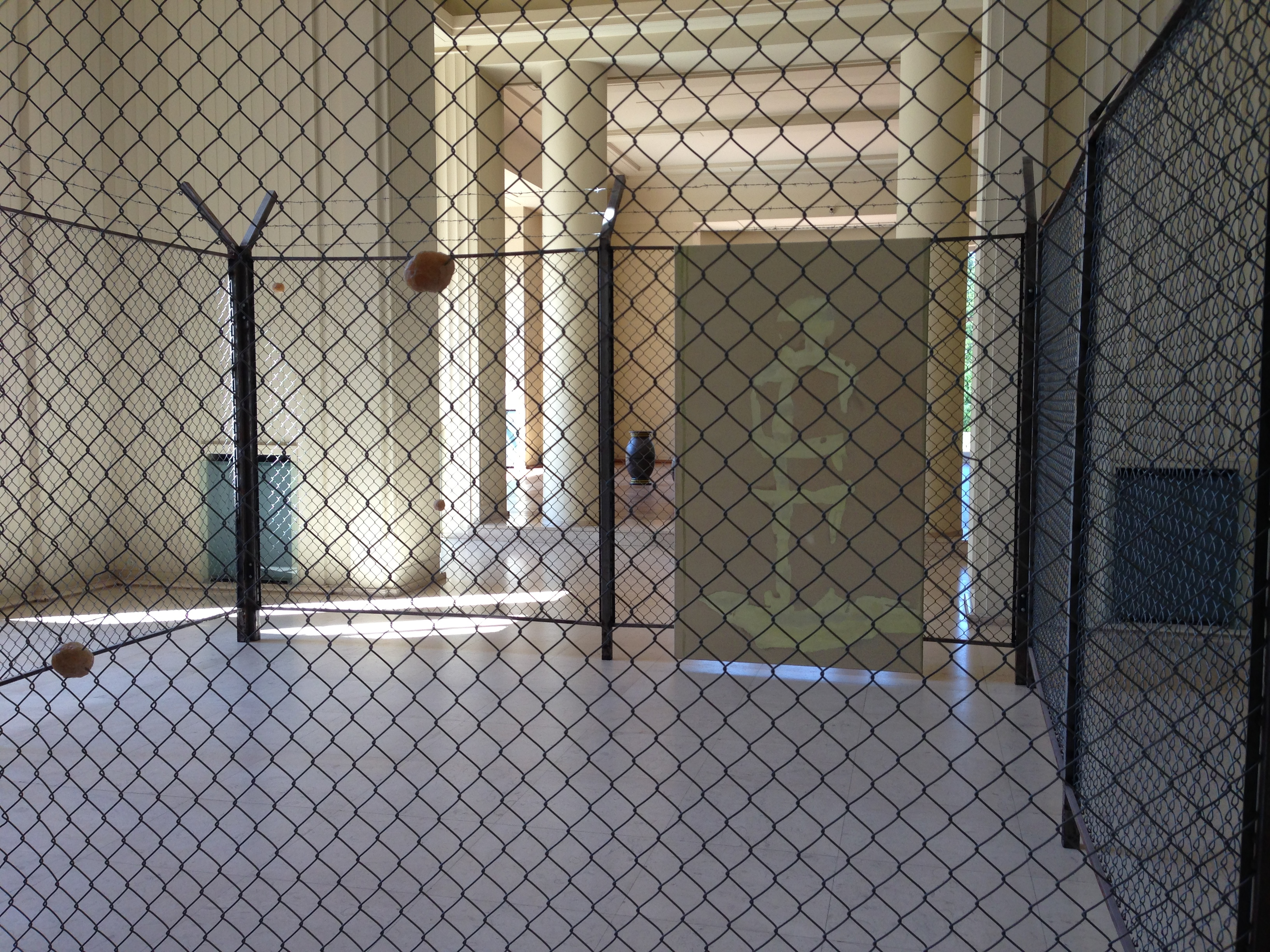
Luc Tuymans, Płot
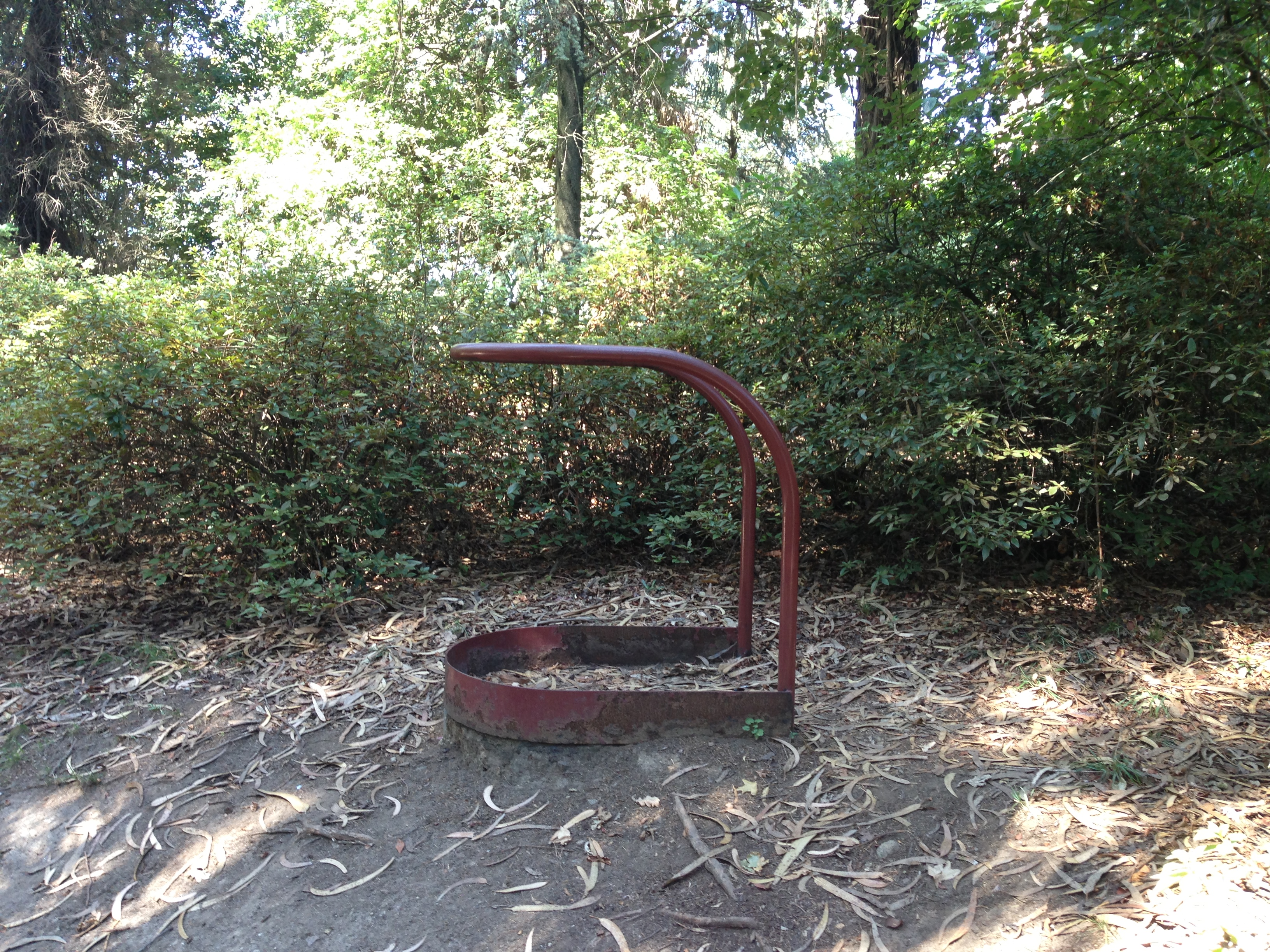
Veit Stratmann, Elements pour Porto
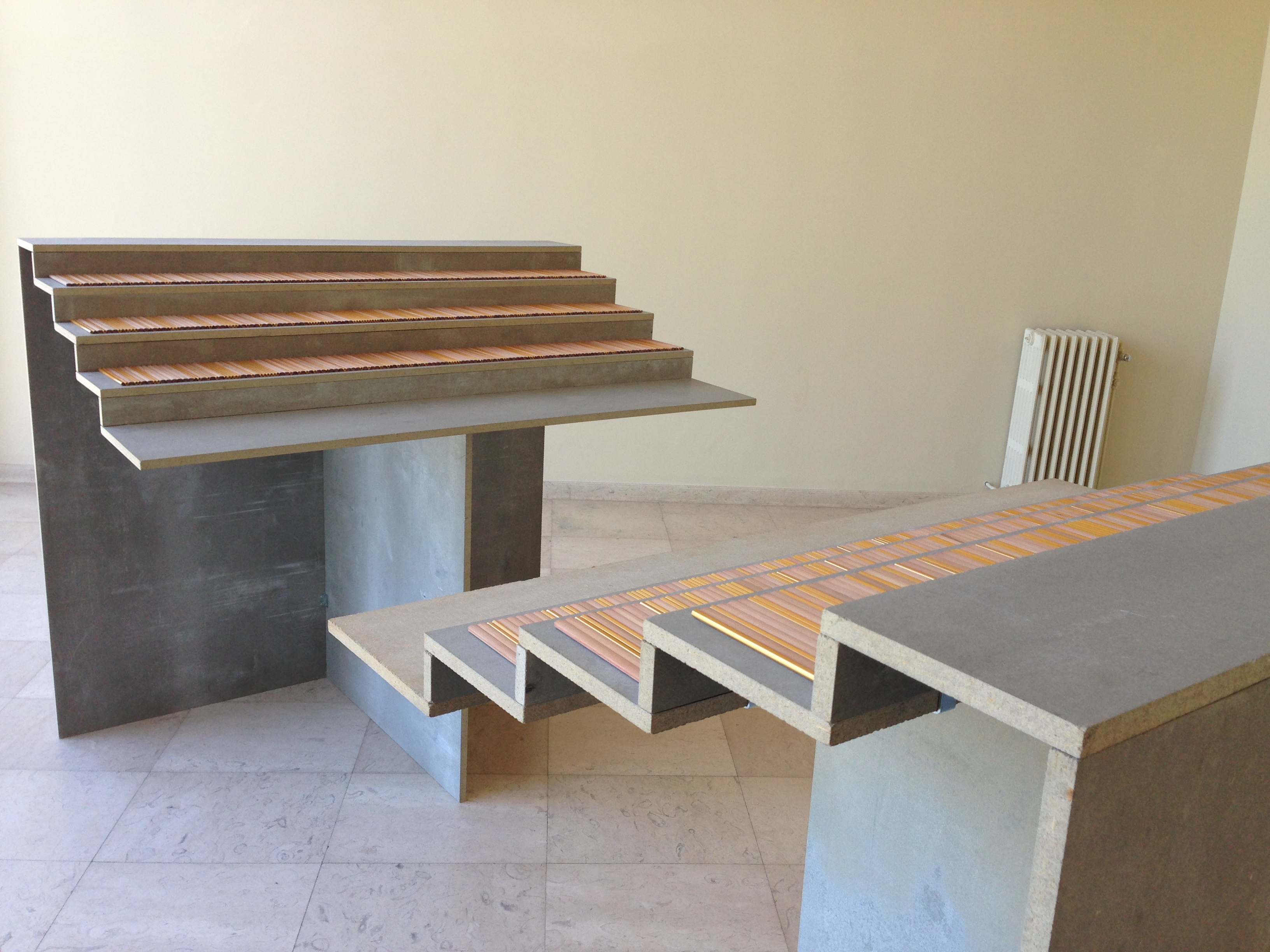
Pedro Barateiro, Tratado de encenação
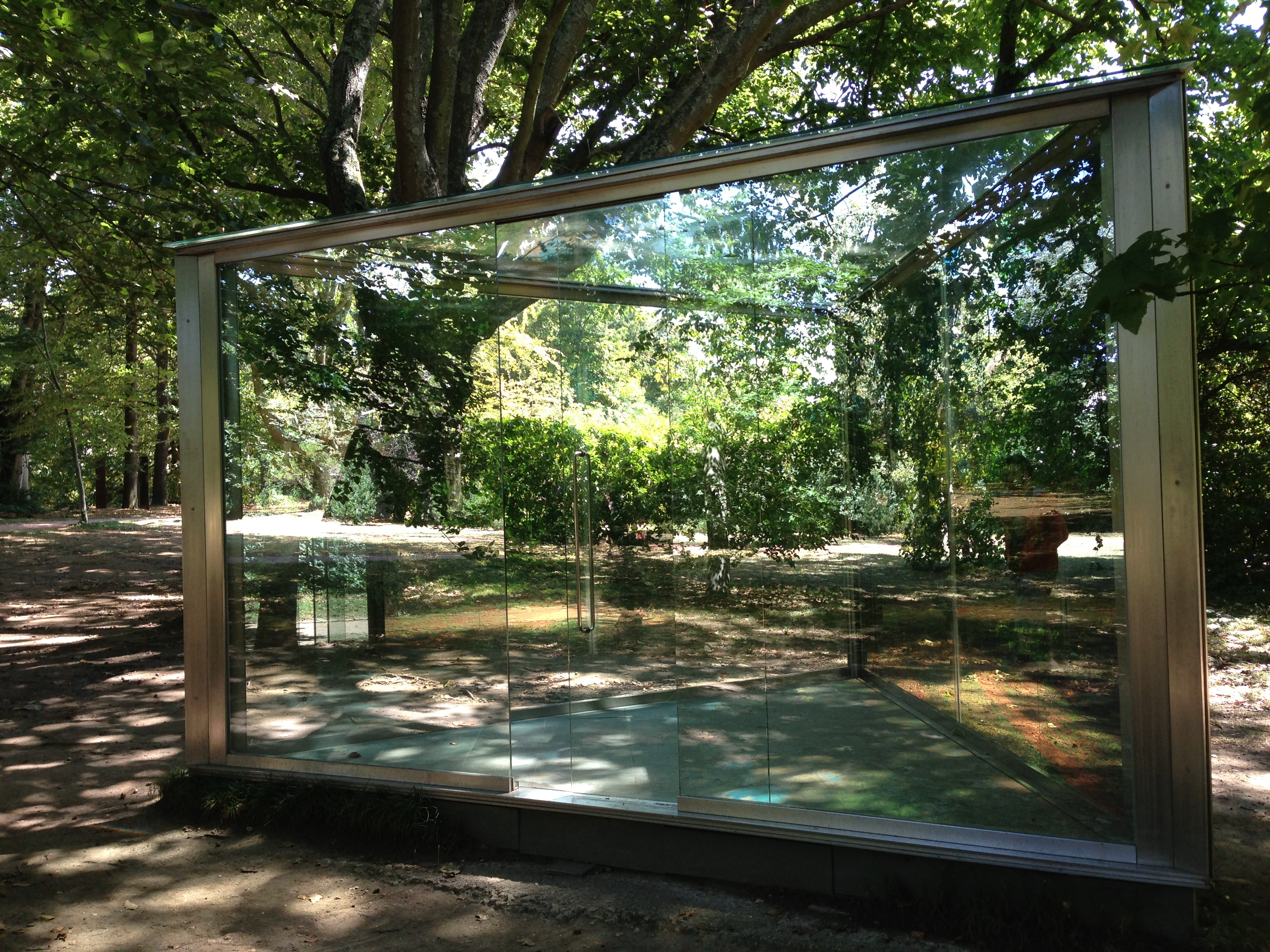
Dan Graham, Podwójna ekspozycja
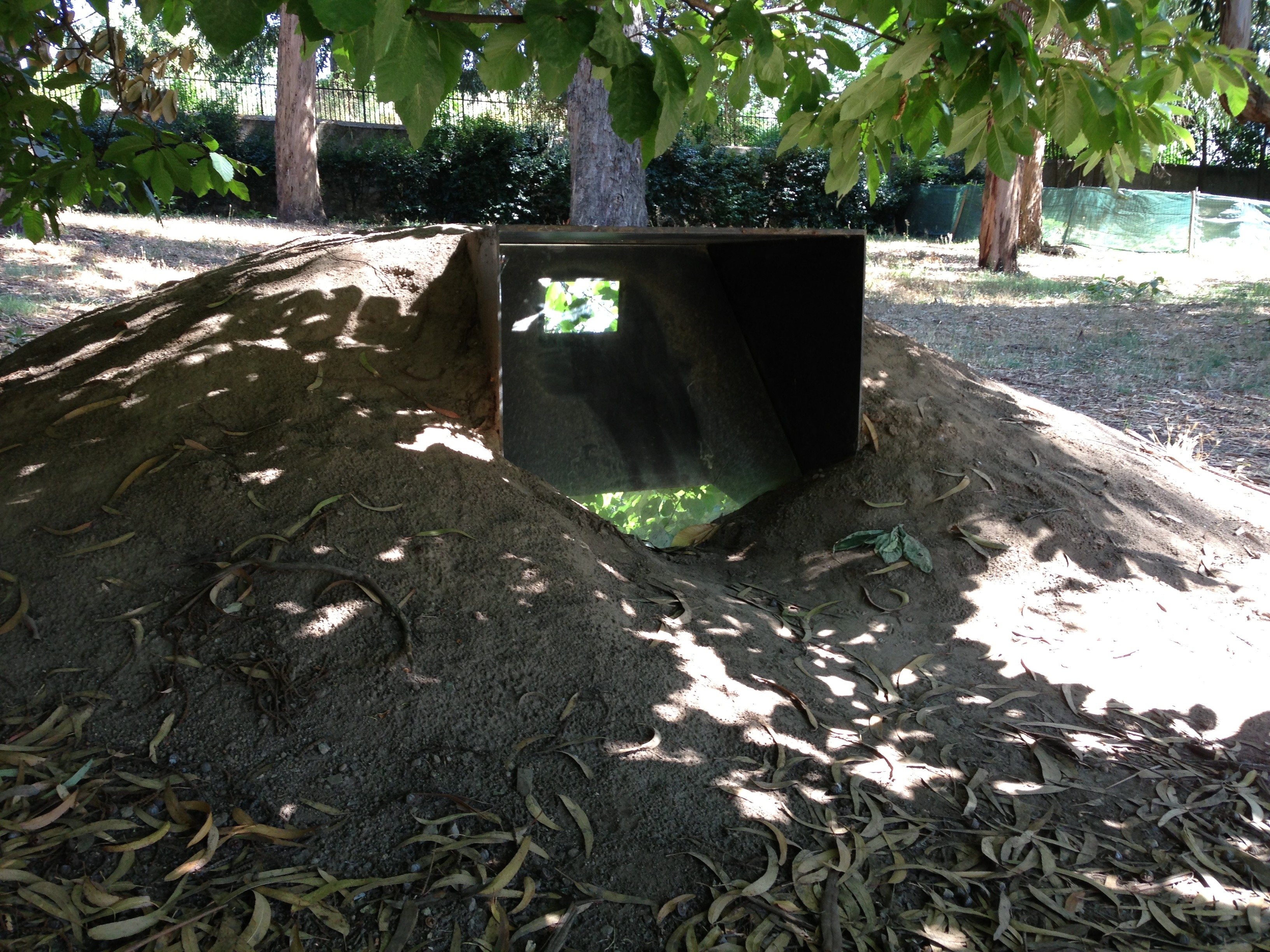
Francisco Tropa, Monte Falso
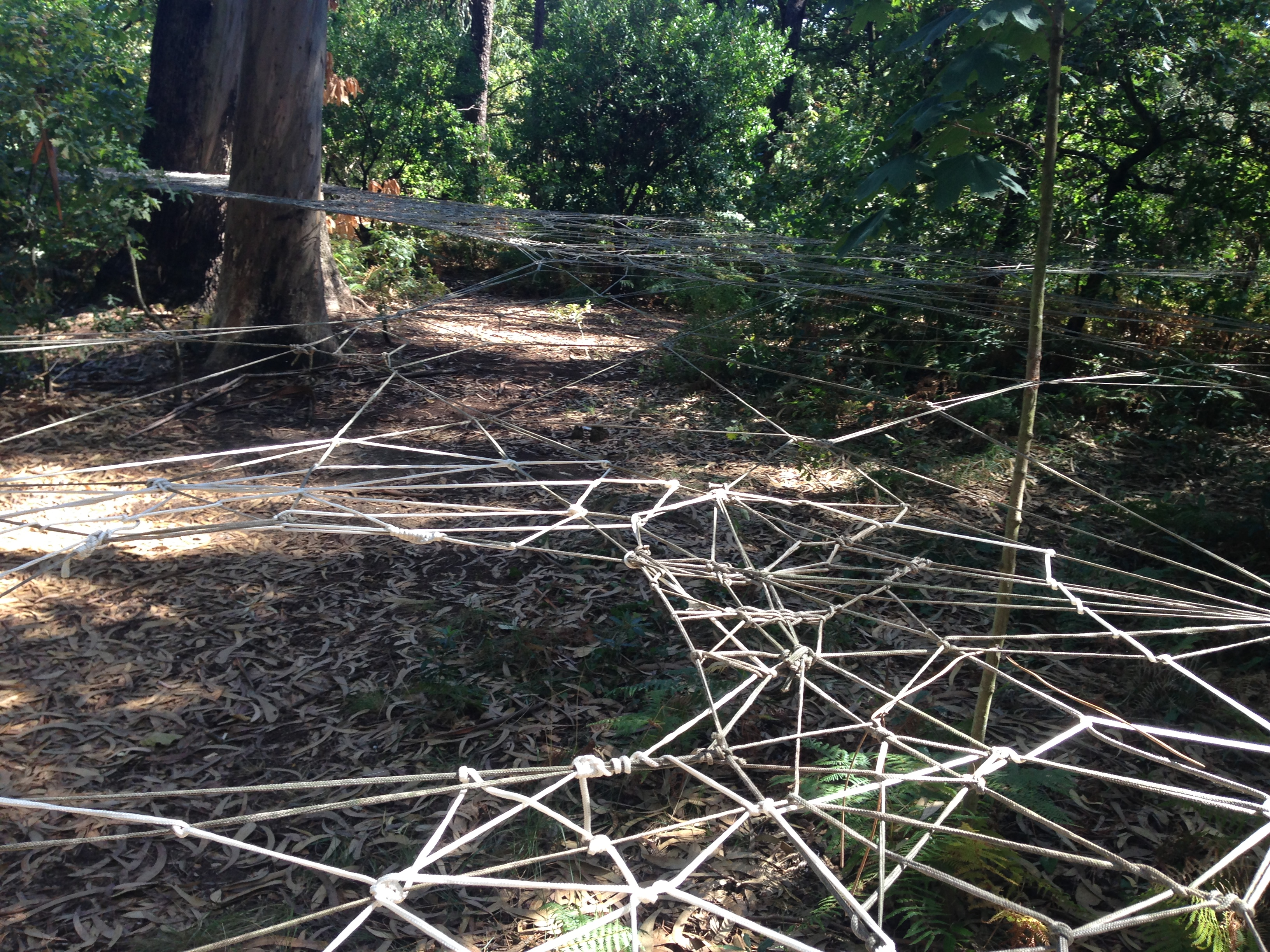
Fernanda Gomes, Sem Título
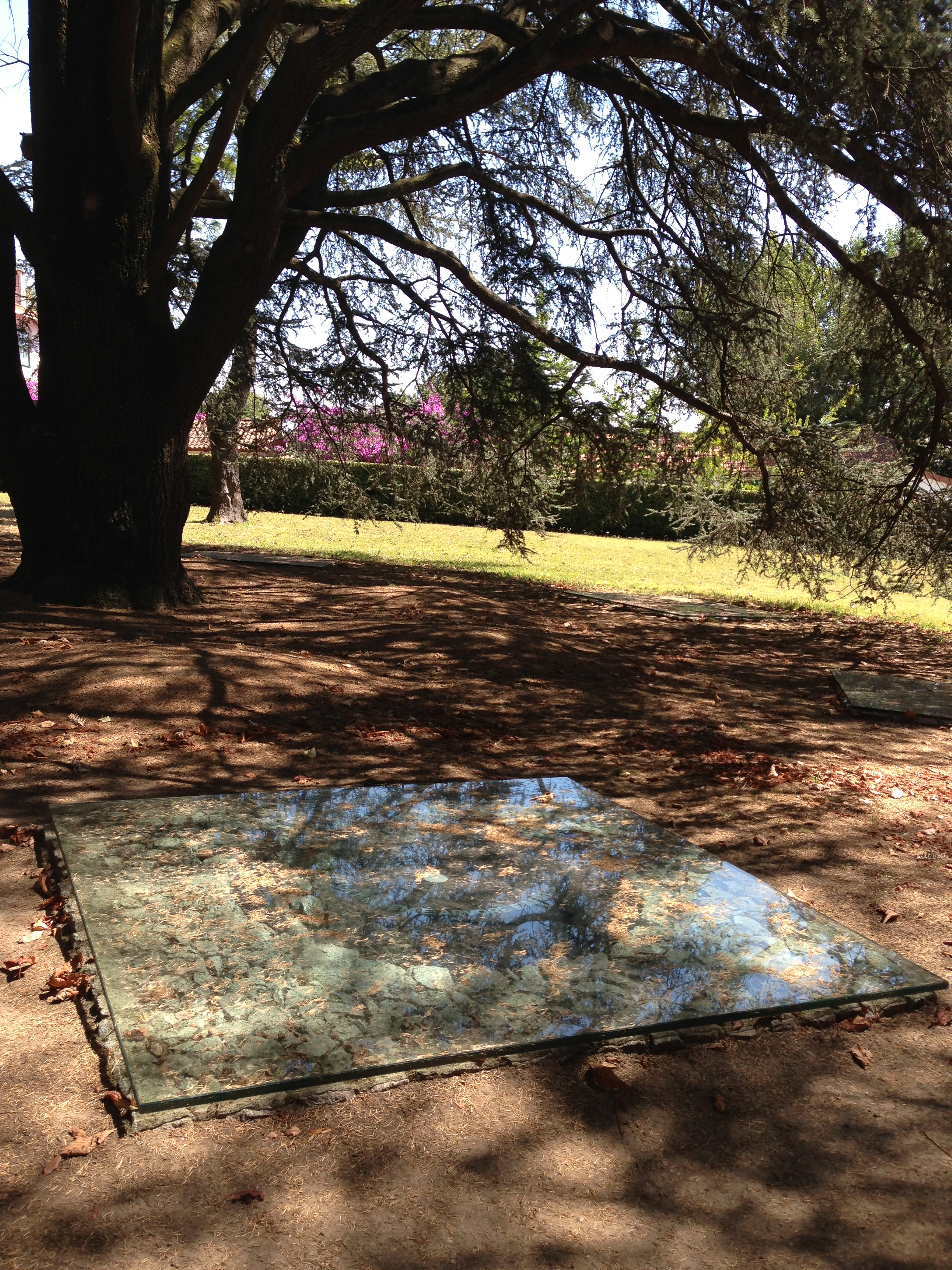
Alberto Carneiro, Ser Arvore e Arte